# Општина Брадулец (Арђеш)
Брадулец (рум. Brăduleţ) општина је у Румунији у округу Арђеш.
Oпштина се налази на надморској висини од 647 m.